# BRENDA
BRENDA (O Sistema Abrangente de Informações sobre Enzimas) é um sistema de informações que representa um dos repositórios de enzimas mais abrangentes. É um recurso eletrônico que compreende informações moleculares e bioquímicas sobre enzimas que foram classificadas pelo IUBMB. Toda enzima classificada é caracterizada em relação à sua reação bioquímica catalisada. As propriedades cinéticas dos reagentes correspondentes (isto é, substratos e produtos) são descritas em detalhes. O BRENDA contém dados específicos de enzimas extraídos manualmente da literatura científica primária e dados adicionais derivados de métodos de recuperação automática de informações, como mineração de texto. Ele fornece uma interface de usuário baseada na Web que permite um acesso conveniente e sofisticado aos dados.

## História
O BRENDA foi fundado em 1987 no antigo Centro Alemão de Pesquisa em Biotecnologia (agora o Helmholtz Center for Infection Research) em Braunschweig e foi publicado originalmente como uma série de livros. Seu nome era originalmente um acrônimo para o banco de dados de enzimas Braunschweig. De 1996 a 2007, o BRENDA foi localizado na Universidade de Colônia. Lá, o BRENDA se transformou em um sistema de informações enzimáticas publicamente acessível. Em 2007, o BRENDA retornou a Braunschweig. Atualmente, o BRENDA é mantido e desenvolvido no Departamento de Bioinformática e Bioquímica da TU Braunschweig.

## Atualizações
Uma grande atualização dos dados no BRENDA é realizada duas vezes por ano. Além da atualização de seu conteúdo, melhorias na interface do usuário também são incorporadas ao banco de dados BRENDA.

## Conteúdo e recursos
Base de dados:
O banco de dados contém mais de 40 campos de dados com informações específicas de enzimas em mais de 7000 números EC classificados de acordo com o IBMB. Os diferentes campos de dados cobrem informações sobre a nomenclatura da enzima, reação e especificidade, estrutura da enzima, isolamento e preparação, estabilidade da enzima, parâmetros cinéticos como valor de Km e número de rotatividade, ocorrência e localização, mutantes e enzimas manipuladas, aplicação de enzimas e ligantes. dados relacionados. Atualmente, o BRENDA contém dados anotados manualmente de mais de 140.000 artigos científicos diferentes. Cada entrada de enzima está claramente ligada a pelo menos uma referência da literatura, ao seu organismo de origem e, quando disponível, à sequência de proteínas da enzima. Uma parte importante do BRENDA representa os mais de 110.000 ligantes enzimáticos, disponíveis em seus nomes, sinônimos ou através da estrutura química. O termo "ligando" é utilizado neste contexto para todos os compostos de baixo peso molecular que interagem com enzimas. Estes incluem não apenas metabolitos do metabolismo primário, co-substratos ou cofatores, mas também inibidores de enzimas ou íons metálicos. A origem dessas moléculas varia de antibióticos naturais a compostos sintéticos que foram sintetizados para o desenvolvimento de drogas ou pesticidas. Além disso, são fornecidas referências cruzadas a recursos de informações externas, como bancos de dados de sequência e estrutura 3D, bem como ontologias biomédicas.
Extensões:
Desde 2006, os dados no BRENDA são complementados com informações extraídas da literatura científica por uma abordagem de mineração de texto baseada em co-ocorrência. Para esse fim, foram introduzidos quatro repositórios de mineração de texto FRENDA (Enzyme DAta de referência completa), AMENDA (Mineração automática de enzima DAta), DRENDA (DAtabase de informações de enzimas relacionadas a doenças) e KENDA (Enzyme DAta de cinética). Esses resultados de mineração de texto foram derivados dos títulos e resumos de todos os artigos no banco de dados da literatura PubMed.
Acesso de dados:
Existem várias ferramentas para obter acesso aos dados no BRENDA. Alguns deles estão listados aqui.
- Vários formulários de consulta diferentes (por exemplo, pesquisa rápida e avançada)
- Navegador em árvore CE
- Navegador da árvore de taxonomia
- Ontologias para diferentes domínios biológicos (por exemplo, ontologia de tecidos BRENDA, ontologia genética)
- Thesaurus para nomes de ligantes
- Motor de busca de subestrutura química para estruturas de ligantes
- Interface SOAP

## Disponibilidade
O uso do BRENDA é gratuito. Além disso, FRENDA e AMENDA são gratuitas para usuários sem fins lucrativos. Os usuários comerciais precisam de uma licença para esses bancos de dados através do BIOBASE.

## Outras bases de dados
O BRENDA fornece links para vários outros bancos de dados com um foco diferente na enzima, por exemplo, função metabólica ou estrutura da enzima. Outros links levam a informações ontológicas sobre o gene correspondente da enzima em questão. Links para a literatura são estabelecidos com o PubMed. O BRENDA possui links para outros bancos de dados e repositórios, como:
- Ontologia de tecidos BRENDA
- ExPASy
- Bases de dados NCBI (Proteína, nucleotídeo, estrutura, genoma, OMIM, Domínios
- Nomenclatura da enzima IUBMB
- KEGG
- Banco de dados do PDB (informações 3D)
- PROSITE
- SCOP
- CATH
- InterPro
- ChEBI
- Uniprot